# Égloga
La égloga es un subgénero de la poesía lírica que se dialoga a veces como una pequeña pieza teatral en un acto. De tema amoroso, uno o varios pastores lo desarrollan contándolo en un ambiente campesino donde la naturaleza es paradisíaca y tiene un gran protagonismo la música. Como subgénero lírico se desarrolla a veces mediante un monólogo pastoril o, más frecuentemente, con un diálogo. 
La égloga es una composición en la que el poeta, sacrificado en uno o varios pastores, expresa su amor en un marco idealizado, lleno de belleza y amor.
Las primeras églogas fueron los Idilios (en griego, "poemitas" o "pequeños cantos") de Teócrito; luego los escribieron Mosco, Bión de Esmirna y otros autores bajo su influencia. El escritor latino Virgilio (siglo I a. C.), con sus Églogas (en griego, "selecciones") o Bucólicas, añadió elementos autobiográficos, haciendo de cada pastor un personaje imaginario que encubría a un personaje real: Cayo Mecenas, Augusto, etcétera. Algunas de ellas llegaron a escenificarse en Roma. Otros autores latinos también escribieron églogas, como Nemesiano, Calpurnio Sículo o Ausonio.
Esta innovación pasó a la bucólica posterior, de forma que algunas veces los personajes de las églogas representaban personajes reales. A través de Giovanni Boccaccio y con el Renacimiento y la Arcadia de Jacopo Sannazaro el género se volvió a recuperar, mezclándose las composiciones en verso en un marco narrativo en prosa, y se difundió por todo el mundo occidental, bien en verso, bien como églogas intercaladas en una novela pastoril cualquiera. En la literatura castellana escribieron églogas Juan del Encina, Lucas Fernández, Garcilaso de la Vega, Juan Boscán, Lope de Vega, Pedro Soto de Rojas, Bernardo de Balbuena y Juan Meléndez Valdés, mientras que en valenciano se encuentran las égoglas de Vicent Andrés Estellés.